# Пруссія (край)

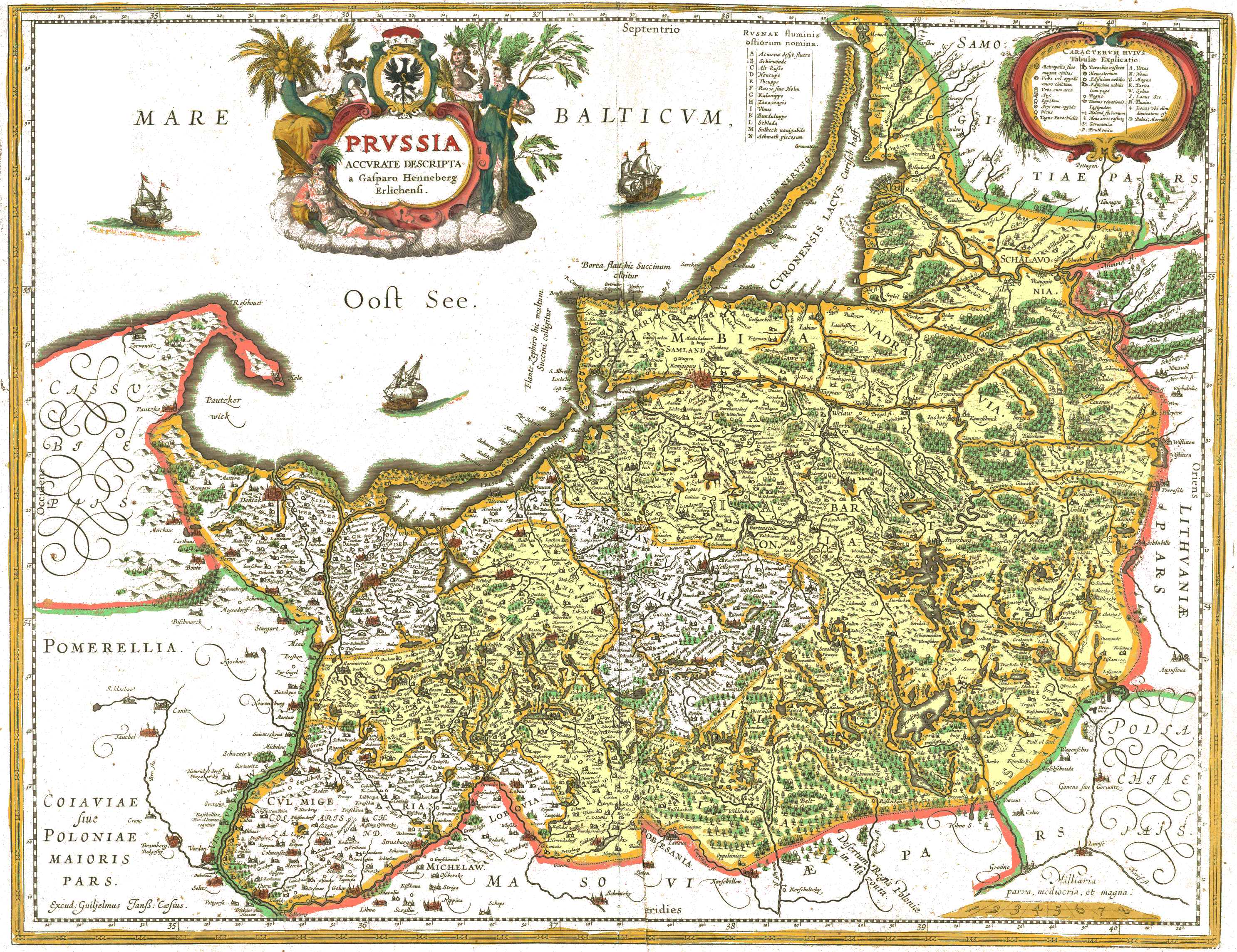
Карта Пруссії (1576).

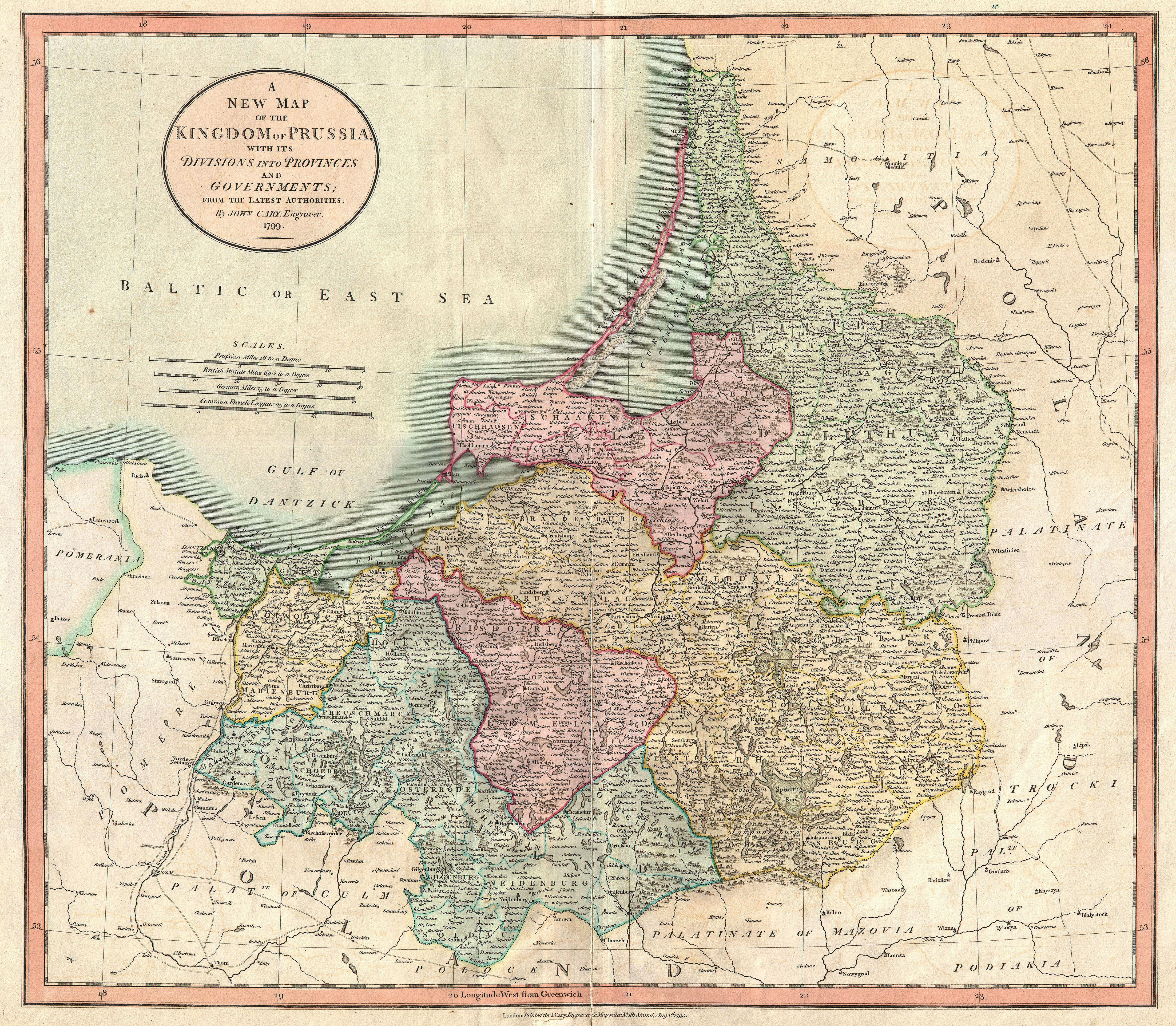
Карта Пруссії (1779).

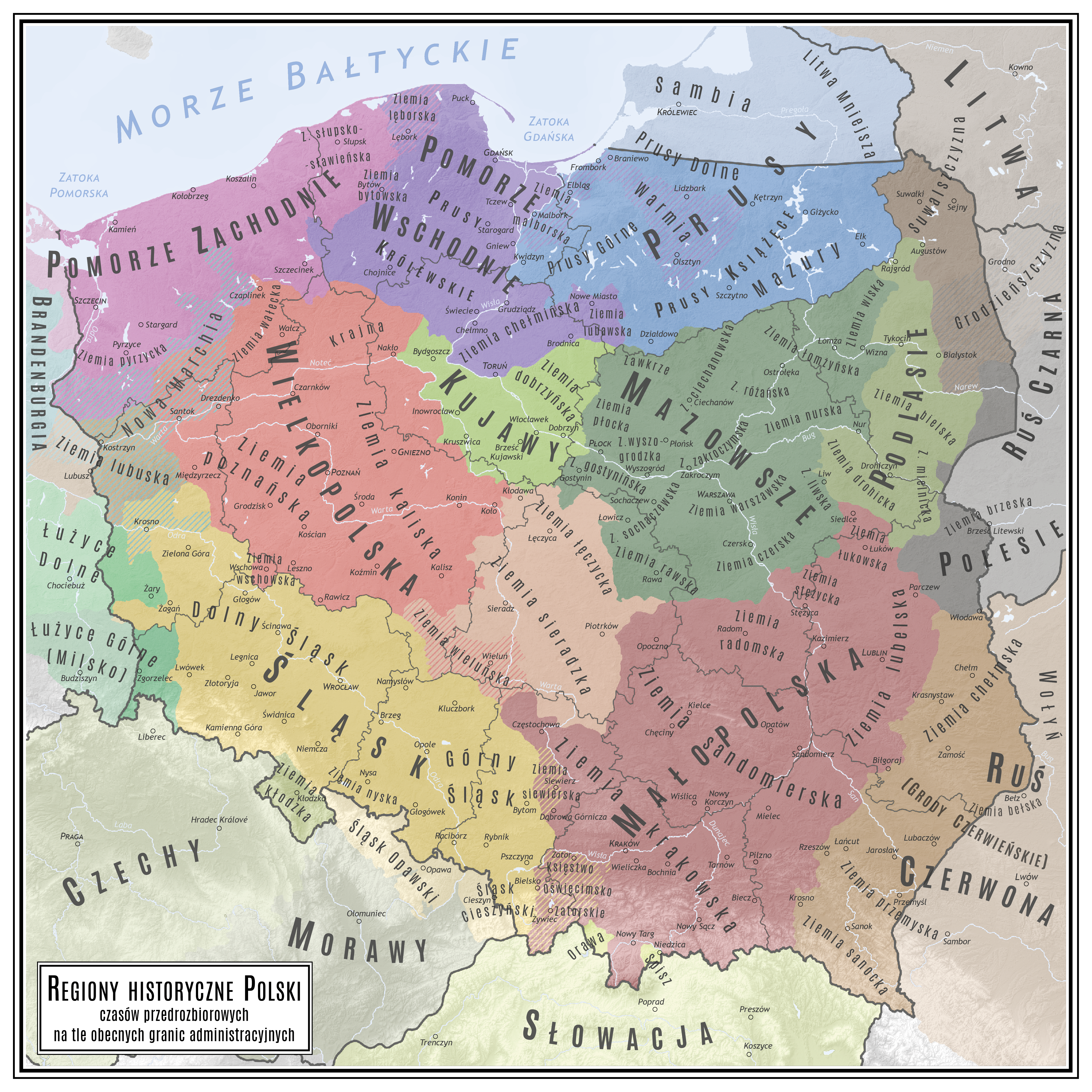
Пруссія та інші історичні землі Польщі на тлі сучасних адміністративних кордонів

Пру́ссія (прусськ. Prūsa; нім. Preußen [ˈpʁɔʏsn̩] ( прослухати); лат. Pruthenia/Prussia/Borussia; лит. Prūsija; пол. Prusy [ˈprusɨ] ( прослухати)) — у X—XX століттях край у Центрально-Східній Європі. Розташовувався на південно-східному узбережжі Балтійського моря (від Гданської затоки до Мазурії; сучасні Калінінградська область Росії, Клайпедський край Литви, Підляське і Вармінсько-Мазурське воєводство Польщі). Історичний центр — Кенігсберг (сучасний Калінінград). Батьківщина балтського племені пруссів, язичницького тубільного населення X—XIII століть, за іменем якого названий край. Вперше згадується в «Германії» Тацита (98) як країна германських племен свебів і готів, а також аестів (відомих у середньовіччі як «прусси»). До ХІІІ ст. був ареною військових конфліктів між прусськими, польськими і мазовецькими князями. Після 1226 року частково перейшов під владу німецьких хрестоносців Тевтонського ордену, які прибули сюди на запрошення князя Конрада Мазовецького для боротьби з пруссами. У 1230–1466 роках об'єднаний в межах католицької держави Тевтонського ордену. Внаслідок Тринадцятирічної війни (1454–1466) між Орденом та Польським королівством, згідно з Торунським миром, розділений на 2 частини: Орденську (Східну) Пруссію і Польську (Західну) Пруссію. 1525 року держава Тевтонського ордену була секуляризована останнім великим магістром Альбрехтом з німецької династії Гогенцоллернів, що створив на її основі Прусське герцогство й став васалом польського короля. 1618 року Прусське герцогство утворило союзну державу із Бранденбурзьким маркграфством (Бранденбург-Пруссія), яка 1660 року унезалежнилася від Польщі, а 1701 року стала Прусським королівством. 1772 року, внаслідок першого поділу Польщі, прусський король Фрідріх ІІ Великий приєднав до свого королівства Польську (Західну) Пруссію, таким чином відновивши єдність історичної Пруссії. У XVIII—ХІХ ст. Прусське королівство було однією з великих держав Європи, конкурувало з Австрією за об'єднання німецьких земель, а 1871 року стало основою новопроголошеної Німецької імперії (сучасної Німеччини). Після поразки Німеччини у Першій світовій війні (1918) королівство перетворили на Вільну державу Пруссія, німецьку федеральну землю, яка після Другої світової війни (1945) опинилася під радянською окупацією. За рішенням Потсдамської конференції Пруссія була відчужена від Німеччини і поділена між СРСР (Калінінградська область) та Польщею (Підляське і Вармінсько-Мазурське воєводство). Внаслідок радянського і польського урядування край перетворився на депресивний регіон; в радянській частині більшість культурних пам'яток XIII—XIX століття втрачено. Стара латинська назва — Бору́ссія (лат. Borussia).

## Галерея

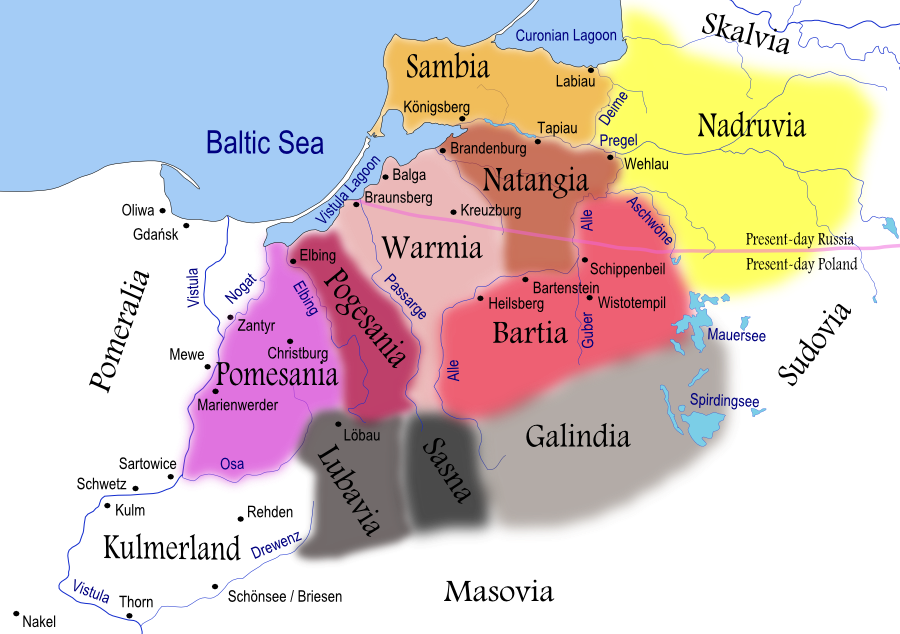
Прусські роди (ХІІІ ст.)
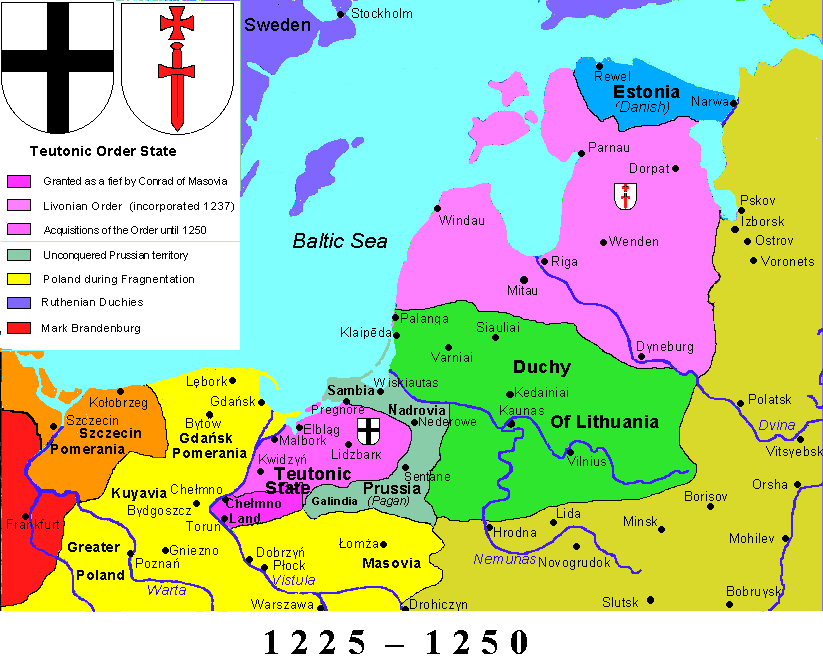
Тевтонський орден (1250)
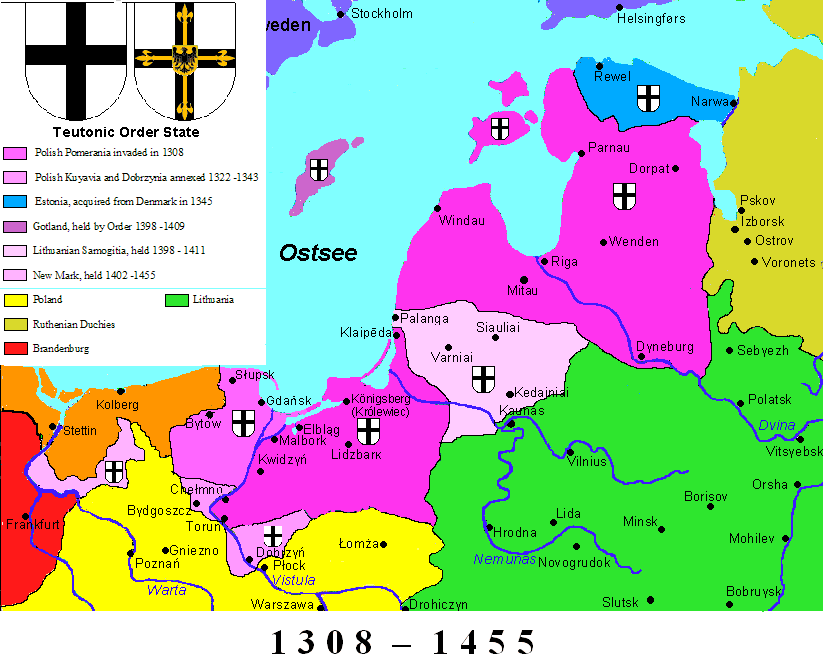
Тевтонський орден (1455)
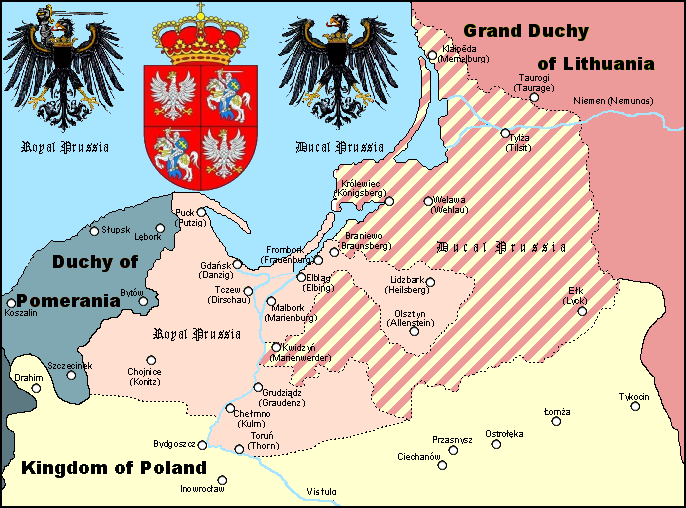
Західна і Східна Пруссії (1575)
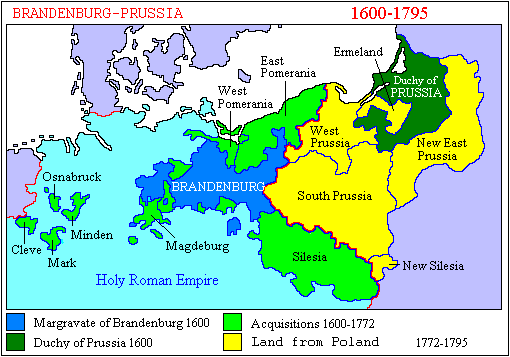
Розростання Пруссії (1600—1795)
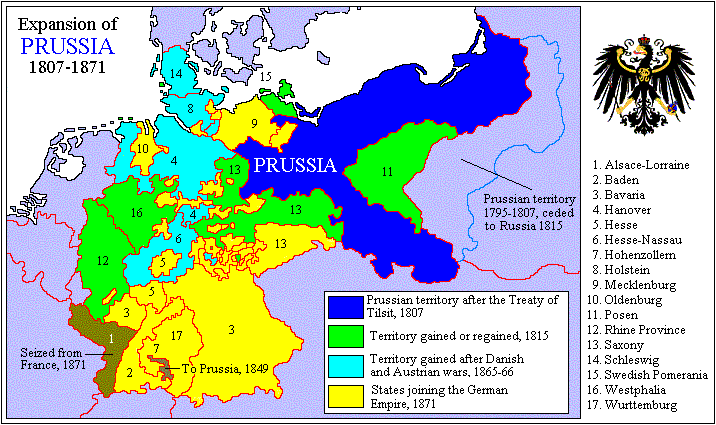
Розростання Пруссії (1800—1871)